# Продовольча безпека
Продово́льча безпе́ка — захищеність життєвих інтересів людини, яка виражається у гарантуванні державою безперешкодного економічного доступу людини до продуктів харчування з метою підтримання її звичайної життєвої діяльності.
З 2012 р. розраховується Глобальний індекс продовольчої безпеки.